# ムルターン
ムルターン（Multan、ウルドゥー語:  ملتان）は、パキスタンのパンジャーブ州 ムルターン県の県都である。ムルタンと表記されることもある。人口380万人（1998年の国勢調査）でパキスタン第6の都市にあたる。インダス川支流のチェナーブ川の東に位置し、カラーチーから陸路で966 km，地理的にはだいたいパキスタンの中心部にあり，道路，鉄道，空路などの集まる交通の要衝である。
ムルターンは「ピール（スーフィーの聖者）と聖堂の街」として有名で，街にはバザール，モスク，聖堂や壮麗な墓廟がひしめいている。

## 歴史

### 古代
ムルターンは、南アジアの中でも最古の都市のひとつである。サンスクリットで、Mūlasthānという言葉が現在の都市の名前の由来である。これまでの考古学調査からムルターンは、モヘンジョ・ダロあるいはハラッパーなどと同時期に興った都市の1つであると考えられている。古代インドの叙事詩『マハーバーラタ』では、Malāvaで登場した。
ムルターンを最初に征服した外国の勢力はアレクサンドロス3世であるといわれている。その後、ムルターンは、グプタ朝の領土の一部になった。

### イスラーム襲来
712年、シンド人に引きつられる形でイスラーム勢力がムルターンに侵攻した。イスラーム勢力を率いたのは、ムハンマド・ビン・カースィム（en:Muhammad bin Qasim）であった。カースィムの侵攻により、ムルターンにもイスラームがもたらされることとなったが、ムルターンはそれでもなお、一独立勢力として維持してきた。しかし、1005年、ガズナ朝のマフムード（Mahmud of Ghazni）であった。マフムードは、ムルターンにあった太陽寺院や偶像の破壊を実施した。

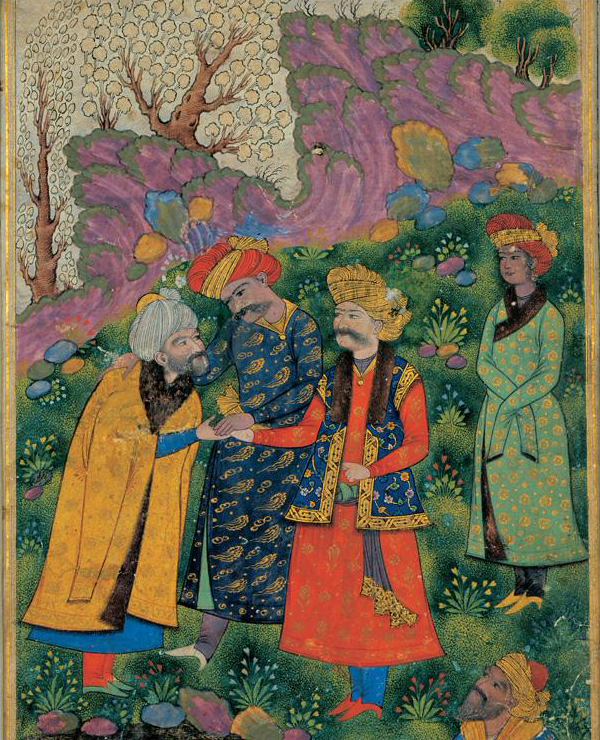
マフムード1世。ムルターンを征服した。

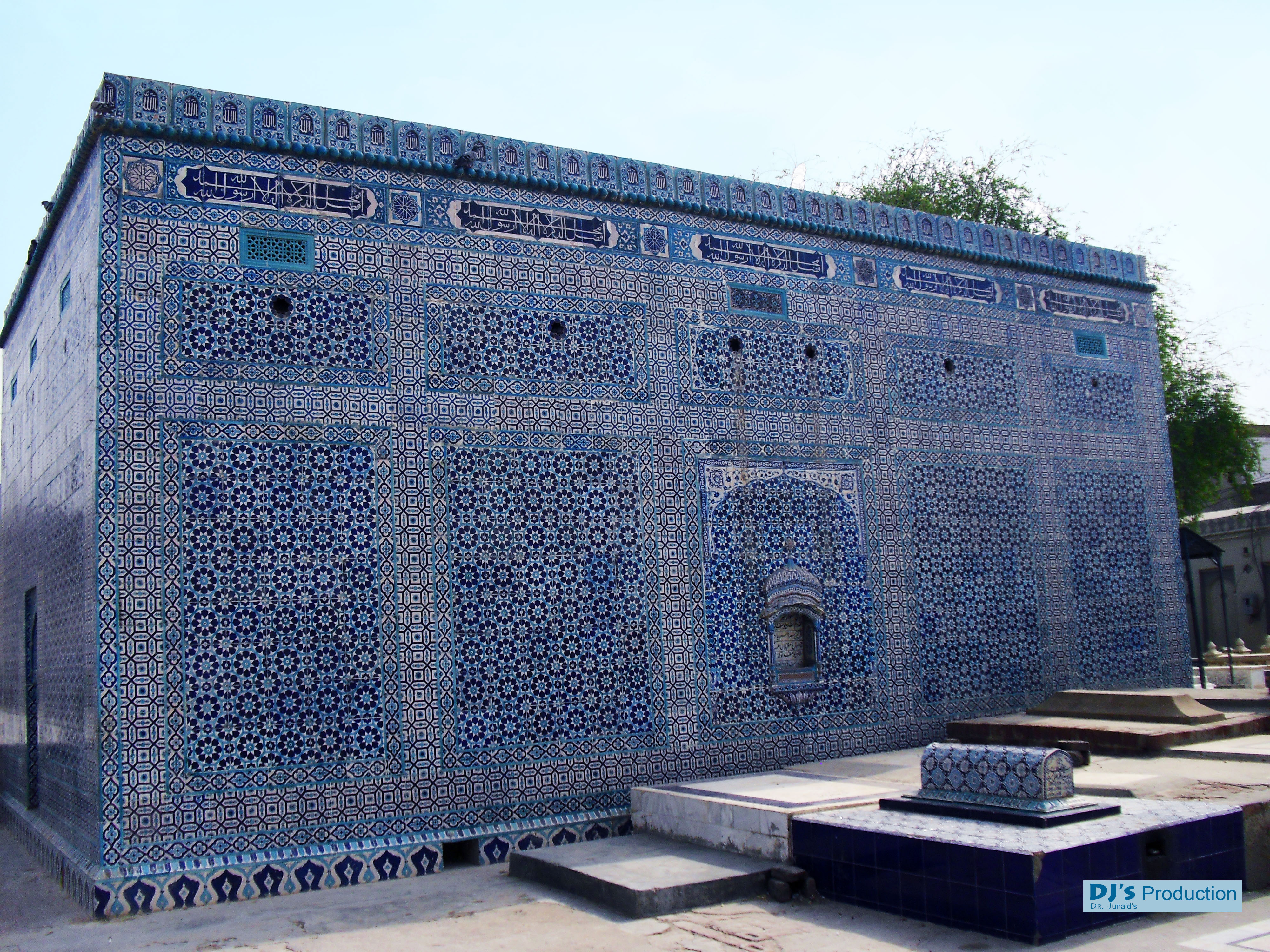
1150年代に遡るシャー・ガルデズ墓廟

### モンゴル襲来
ムルターンの中世は、スーフィズムの中心であったことが分かっている。その証は、現在のムルターンには数多くの聖者廟（ダルガー）が残されていることから明らかである。例えば、モンゴルの征服時代に、殺戮を止めるように説き伏せた聖者バハー・ウル・ハックのダルガー、「世界の柱」を意味するシャー・ルクネ・アーラム（建設は14世紀のトゥグルク朝時代、もともとはトゥグルク朝の皇帝ギヤースッディーン・トゥグルクが自らの廟のために建設した）、1380年ごろに建設されたシャー・シャムス・タブレーズのダルガーなどである。

### グジャラート・スルターン朝
グジャラート・スルターン朝のスルターン、マフムード・シャー1世（マフムード・ベガダ）の治世に、ムルターンからロマニ系のムルターニーがグジャラートやパンジャーブへ移住した。

### ムガル帝国
時代を経て、ムガル帝国の時代は200年間続いた。1735年には、当時、ムルターンを支配していたナワーブ・アブドゥル・サマド・ハーンの命令により、イドガー・モスクが建設された。

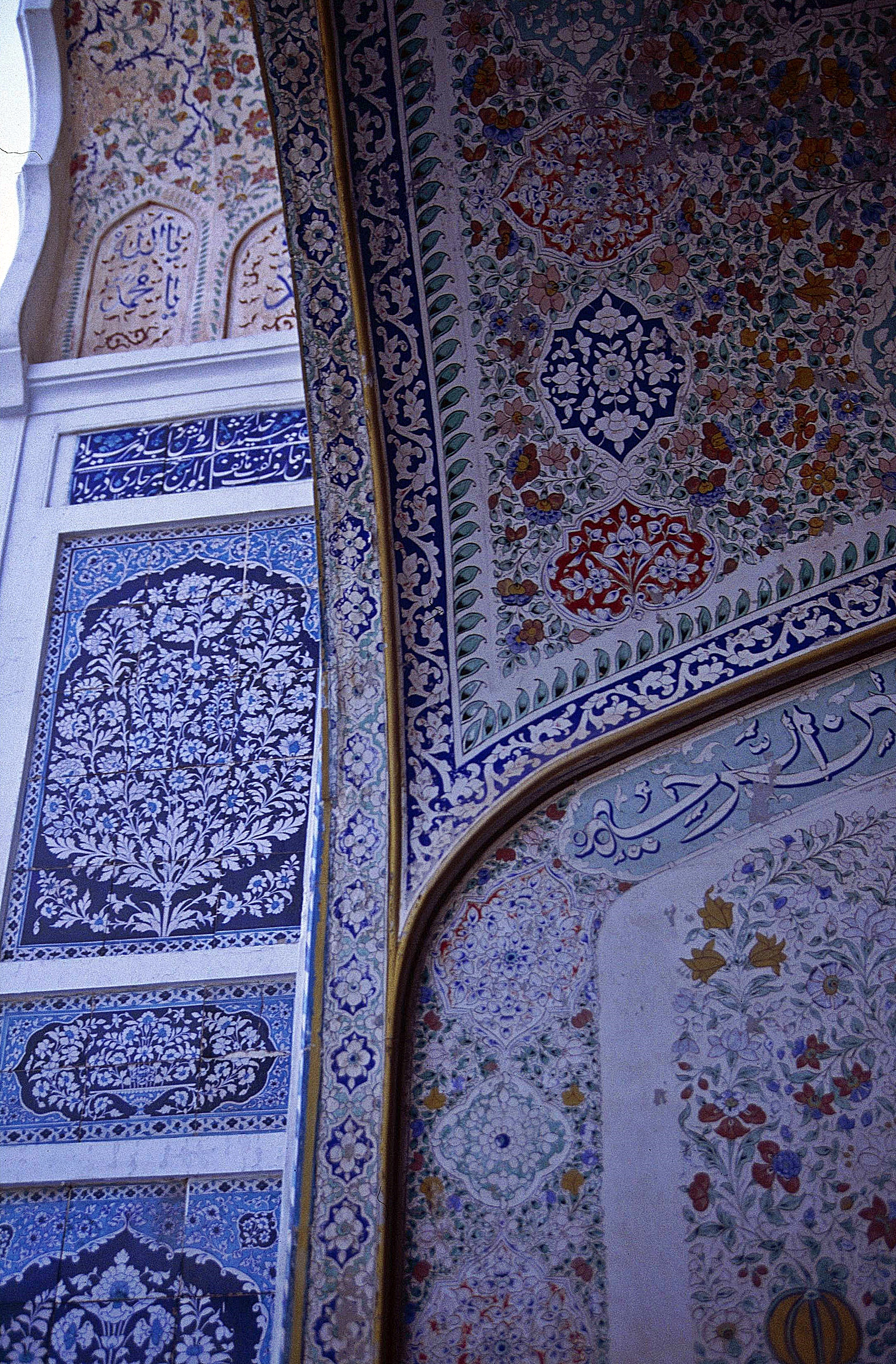
1735年創建のモスク

1757年には、アリー・ムハンマド・ハーンによって、アリー・ムハンマド・モスクが建設された。現在、ムルターンに残る建物の多くがこの時代に建設されたものである。当時のムルターンは農業生産が向上しており、このような建設事業が可能となった。
その後、しばらくの間、ムルターンは、アフシャール朝のナーディル・シャーの支配を受けたが、幸いにも破壊をまぬかれることができた。
ムルターンは、ムガル帝国の衰退を目撃することで、難しい時代を経験してきた。アフマド・シャー・ドゥッラーニーが創設したアフガン人王朝のドゥッラーニー朝が衰退すると、ムルターンはパシュトゥーン人の支配を受けた。

### シク王国
シク教徒は、パシュトゥーン人が支配するムルターン地方を攻撃し、パシュトゥーン人はムルターンの周辺に住むことを余儀なくされ、ムルターンはシク教徒が治めることとなった。しかし、シク教徒の支配は長く続くことはなかった。徐々にパンジャーブ地方にはイギリスが勢力を拡大していったのである。イギリスとシク教徒の間で戦闘が行われた（シク戦争）。

### イギリス領インド帝国
最終的にはイギリスが支配することとなった（British India）。

### パキスタン
1947年にパキスタンが独立すると、ムルターンはパンジャーブ州に所属することとなったが、植民地時代にはわずかに鉄道が建設されただけであり、独立当時のムルターンは、産業、病院、大学といった社会的なインフラストラクチャーの全てが欠如していた。これらのインフラストラクチャーは、独立後、徐々に整備され、経済的に発展を遂げるようになった。

## 住民

### 言語
サライキ語母語者が最も多いが、パンジャーブ語母語者も多く、また国語のウルドゥー語も広く使用される。
| 順   | 言語           | 割合  | 話者数      |
| ---- | -------------- | ----- | ----------- |
| 1    | サライキ語     | 42.2% | 632,602人   |
| 2    | パンジャーブ語 | 32.3% | 485,232人   |
| 3    | ウルドゥー語   | 23.5% | 353,354人   |
| 4    | その他         | 2.0%  | 29,429人    |
| 合計 | 合計           | 合計  | 1,500,617人 |

## 交通
- ムルターン国際空港

## 施設・歴史的建造物

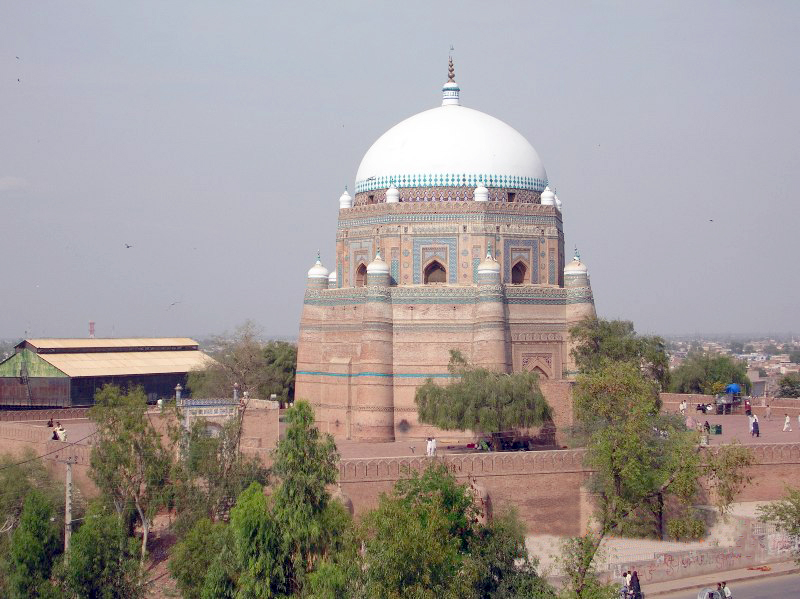
シャー・ルクネ・アーラム廟
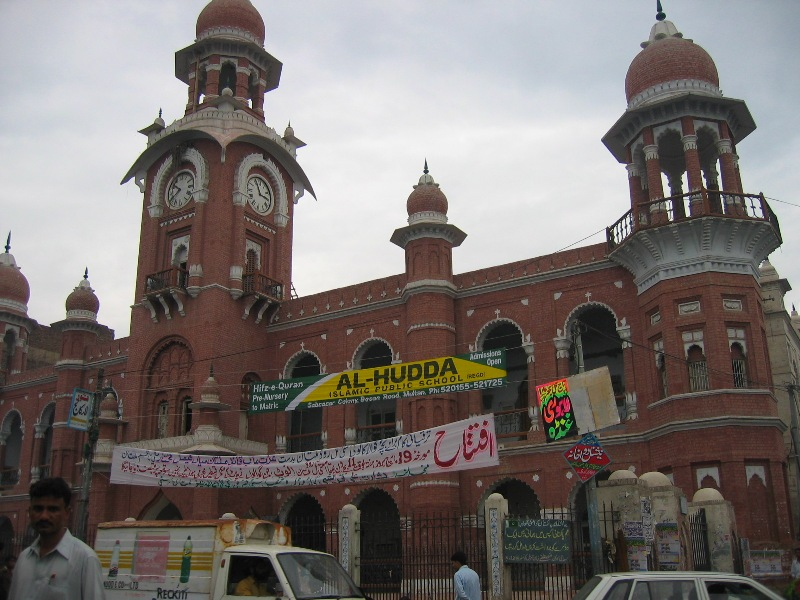
旧市街の時計塔

## 姉妹都市
- ローマ、イタリア
- コンヤ、トルコ
- ラシュト、イラン
- バンテン州、インドネシア